# 밤 마제라
뱀 마제라(Bam Margera, 영어 발음: /bæm/, 1979년 9월 28일 ~ )는 미국의 스케이트보더, 스턴트 배우, 감독, 제작자, 작가, 음악가이다.

## 출연 작품

### 영화
| 연도 | 제목               | 배역 | 비고                             |
| ---- | ------------------ | ---- | -------------------------------- |
| 2002 | 잭애스             | 본인 | 각본 겸임                        |
| 2003 | Haggard: The Movie | 밸로 | 각본, 연출, 총괄 제작, 편집 겸임 |
| 2003 | Grind              | 본인 |                                  |
| 2005 | The Dudesons Movie | 본인 | 특별 출연                        |
| 2006 | 잭애스 2           | 본인 | 공동 제작, 각본 겸임             |
| 2007 | 잭애스 2.5         | 본인 | 공동 제작, 각본 겸임             |
| 2007 | 3000 마일스        | 본인 | 다큐멘터리 영화                  |
| 2010 | 잭애스 3D          | 본인 | 공동 제작, 각본 겸임             |
| 2011 | 잭애스 3.5         | 본인 | 공동 제작, 각본 겸임             |
| 2022 | 잭애스 포에버      | 본인 | 카메오 출연, 작가 겸임           |

### 텔레비전
- 잭애스 (2000-01) - 본인
- 비바 라 밤 (2003-06) - 본인
- WWE 로 (2005) - 본인
- 지미 키멀 라이브! (2005-06) - 본인
- Last Call with Carson Daly (2005-08) - 본인
- 펑크드 (2005-12) - 본인